# Gretchen Egolf
Gretchen Egolf (Lancaster, 9 settembre 1973) è un'attrice statunitense.
Ha recitato in diverse serie televisive, tra cui Più forte ragazzi, Roswell, Criminal Minds e Journeyman, e in film per il cinema come Il talento di Mr. Ripley.

## Filmografia parziale

### Cinema
- Il talento di Mr. Ripley (1999)
- Nicolas (2001)
- Il destino nel nome - The Namesake (2006)
- The Son, regia di Florian Zeller (2022)

### Televisione
- Più forte ragazzi - serie TV, 22 episodi (1999-2000)
- Roswell - serie TV, 4 episodi (2000)
- Corsairs - film TV (2002)
- Gleason - film TV (2002)
- Senza traccia - serie TV, 1 episodio (2003)
- Journeyman - serie TV, 13 episodi (2007)
- Il destino dei Kissels (The Two Mr.Kissels) - film TV (2008)

## Doppiatrici italiane
Nelle versioni in italiano delle opere in cui ha recitato, Gretchen Egolf è stata doppiata da:
- Patrizia Burul in Journeyman, Blue Bloods
- Barbara Berengo Gardin in Roswell
- Roberta Paladini in Ghost Whisperer - Presenze
- Monica Gravina in Criminal Minds
- Antonella Rinaldi in Lie To Me
- Emilia Costa in CSI: Miami
- Georgia Lepore in Elementary
- Francesca Fiorentini in The Son